# Ali Suliman
Pour les articles homonymes, voir Suliman.
Ali Suliman (en arabe, علي سليمان, en hébreu, עלי סולימאן), né le 10 octobre 1977 à Nazareth, Israël, est un acteur arabe israëlien d’origine palestinienne.

## Biographie
Ali Suliman est né le 10 octobre 1977 à Nazareth, Israël.
Il sort diplômé en 2000 du Yoram Levinstein Acting Studio à Tel Aviv.

## Carrière
Il a tenu un des deux rôles principaux dans Paradise Now, qui a obtenu en 2006 le Golden Globe du meilleur film étranger.
En 2007, il est apparu dans le film Le Royaume aux côtés de Jamie Foxx. Dans Les Citronniers, il joue le rôle d’un avocat et, dans Mensonges d'État, celui d’Omar Sadiki.

## Filmographie

### Cinéma

#### Longs métrages
- 1996 : Chronique d'une disparition (Segell ikhtifa) d'Elia Suleiman : L’homme
- 2003 : Les Gens du barbecue (Ha-Mangalistim) de Yossi Madmoni et David Ofek : Un soldat
- 2004 : La Fiancée syrienne (Ha-Kala Ha-Surit) d'Eran Riklis : L'officier syrien
- 2005 : Paradise Now (Aljannah alaan) d'Hany Abu-Assad : Khaled
- 2007 : Le Royaume (The Kingdom) de Peter Berg : Sergent Haytham
- 2008 : Les Citronniers (Etz Limon) d'Eran Riklis : Ziad Daud
- 2008 : Mensonges d'État (Body of Lies) de Ridley Scott : Omar Sadiki
- 2009 : Le Temps qu'il reste (The Time That Remains) d'Elia Suleiman : le petit-ami d’Eliza
- 2012 : Héritage (Inheritance) de Hiam Abbass : Marwan
- 2013 : L'Attentat (The Attack) de Ziad Doueiri : Dr Amin Jaafari
- 2013 : Du sang et des larmes (Lone Survivor) de Peter Berg : Gulab
- 2013 : Zaytoun d’Eran Riklis : Un soldat syrien
- 2013 : Under the Same Sun de Sameh Zoabi : Nizar
- 2014 : Flying Home de Dominique Deruddere : Cheikh
- 2014 : Mon fils (Dancing Arabs) d'Eran Riklis : Salah
- 2014 : From A to B d’Ali F. Mostafa : L'officier de l’armée syrienne
- 2014 : Mars at Sunrise de Jessica Habie : Khaled
- 2015 : Zinzana de Majid al-Ansari : Dabaan
- 2015 : A.K.A Nadia de Tova Ascher : Nimmer
- 2016 : Harmonia d’Ori Sivan : Daod
- 2016 : The Worthy d’Ali F. Mostafa : Jamal
- 2016 : La Fuite (Kaçis) de Kenan Kavut : Cabir
- 2017 : Baumschlager de Harald Sicheritz : Ali
- 2019 : It Must Be Heaven d'Elia Suleiman : Le premier frère au restaurant
- 2020 : 200 mètres (200 meters) d'Ameen Nayfeh : Mustafa
- 2020 : Farha de Darin J. Sallam : Abu Walid
- 2021 : Abdelinho d'Hicham Ayouch : Amer Taleb
- 2021 : Huda's Salon d'Hany Abu-Assad : Hasan
- 2021 : Amira de Mohamed Diab : Nuwar
- 2021 : Flash Drive de Dervis Zaim : Musa
- 2021 : La Rivière (Al Naher) de Ghassan Salhab : l'homme
- 2021 : Deserted de Kadri Kõusaar : Ali
- 2022 : Les Nageuses (The Swimmers) de Sally El Hosaini : Ezzat Mardini
- 2024 : Arthur the King de Simon Cellan Jones : Chik
- 2025 : G20 de Patricia Riggen

#### Courts métrages
- 2008 : The Prince of Venice de Yaa Boaa Aning : Waleed
- 2013 : Everywhere But Here de Michal Zilberman : Salach
- 2014 : Disney Ramallah de Tamara Erde: Rabia
- 2014 : The Warren de James Adolphus : Abu Luca
- 2019 : Maradona's Legs de Firas Khoury : le père
- 2021 : Lovesick in the West Bank de Said Zagha : Nayef

### Télévision

#### Séries télévisées
- 2011 : Le Serment (The Promise) : Abu-Hassan Mohammed
- 2011 : Homeland : Warzer Zafir
- 2014 : Good Family : Rashid Tarazi
- 2016 : HaMidrasha : Said Adnan
- 2017 : The State : Abu Omar
- 2018 : The Looming Tower : Général Qamish
- 2018 : Jack Ryan : Mouse Bin Suleiman
- 2020 : Juda : Raid
- 2025 : La Maison de David (House of David) : Roi Saül
- 2025 : Prime Target : Dr Akram Nizar